# Darios el Gran
Darios I de Pèrsia o Darios el Gran (antic persa: 𐎭𐎠𐎼𐎹𐎺𐎢𐏁, Dārayava(h)uš; nascut cap al 550 aC i mort el 486 aC) fou rei de Pèrsia de la dinastia aquemènida. En antic persa es deia Dārayawuš ('el qui porta Déu fermament'); en persa modern: داریوش (Dariush), en hebreu: דַּרְיָוֵשׁ (Daryawesh) i en grec antic: Δαρεος (Dareos).
Era fill d'Histaspes (governador d'Hircània i de Vardagauna) i de Rhodugune; el seu germà es deia Artanes. Va arribar al tron el 521 aC i fou rei fins a la seva mort, vers el 485 aC. El seu dret al tron venia d'una branca col·lateral de la dinastia iniciada per Ariaramnes de Pèrsia, germà de Cir I d'Anshan.
Va ser monoteista i partidari de la religió de Zoroastre (zoroastrisme), tot i que va respectar altres cultes practicats pels seus súbdits. Es va distingir com a gran organitzador. Va fer un codi legal nou. Va fer reformes militars introduint el reclutament forçós, la paga per als soldats, l'entrenament i altres aspectes. Va crear un cos especial de soldats d'infanteria, compost per 10.000 elegits coneguts pel sobrenom dels "immortals". També va introduir el sistema del rei dels reis que donava molta autonomia als pobles de l'imperi (en total, uns cinquanta milions de persones).
Va organitzar administrativament l'imperi i va fixar els tributs de les províncies, unes vint satrapies dirigides per uns governadors anomenats sàtrapes, càrrec sovint hereditari, i àmpliament autònoms, ja que podien tenir les seves pròpies lleis, tradicions, classe dirigent i fins i tot religió, però que havien de pagar un tribut en plata o or. El sàtrapa controlava l'administració i la llei, i hi havia un controlador financer i un de militar, tots tres responsables davant el rei. Va establir escribes per portar els arxius de l'administració.
L'imperi va quedar dividit en set regions principals i 23 satrapies.

## Reformes organitzatives
Els sàtrapes eren sovint membres de la casa reial o d'una de les sis famílies principals de la noblesa, i eren nomenats pel mateix rei. Cada satrapia era dividida en satrapies menors i altres unitats administratives amb els seus propis governadors, que eren nomenats normalment pel rei, i de vegades pel sàtrapa. Existien cadastres detallats de la terra i registres dels ramats per fixar els tributs. Cada sàtrapa tenia un secretari que analitzava els afers d'estat, i un tresorer que controlava els diners i que es comunicava directament amb el rei; també hi havia un comandant de les tropes igualment responsable davant el rei.
L'administració central de l'imperi era controlada per la cancelleria amb seu a Persèpolis, Susa i Babilònia i amb branques a Bactra, Ecbàtana, Sardes, Dascilios i Memfis. L'arameu era la llengua més comuna, especialment en el comerç, mentre l'elamita i el babiloni foren usats a la part occidental, i l'egipci a Egipte. Darios va ordenar també la creació d'un sistema d'escriptura propi de Pèrsia i va sorgir l'ari (antic persa, cuneïforme) basat en els signes d'Urartu, però el seu ús no va traspassar els límits de la cort i les inscripcions oficials.

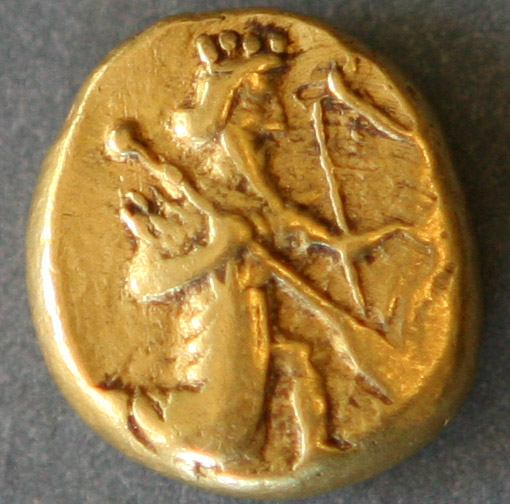
Moneda d'or d'una puresa del 95,83% (c. 490 aC)

Darios va introduir un sistema monetari basat en monedes de plata de 8 grams i monedes d'or de 5,4 grams (una moneda d'or = 20 de plata). Les monedes d'or foren els dàrics.
Darios va dominar les tribus del Pont, Armènia i el Caucas. Va topar amb els escites i altres tribus, entre elles els Turan de més enllà de l'Oxus.
Va construir la ciutat de Persèpolis perquè Pasàrgada estava associada a la primera branca de la dinastia. La tomba del rei es va construir no lluny de la ciutat. Les tauletes de Persèpolis esmenten una via reial de Susa a Persèpolis i de Sardes a Susa, construïdes per Darios. La inscripció de Behistun esmenta la successió dinàstica dels aquemènides.
El capità Scylax de Cària fou enviat a Orient i va explorar l'oceà Índic des de la boca de l'Indus fins a Suez.
Fou tolerant amb altres religions, com els jueus, que van poder reconstruir el seu temple a Jerusalem,Tropea o els egipcis, que van construir nombrosos temples. També temples de ciutats gregues van rebre privilegis.
No va utilitzar esclaus ni tan sols a les grans obres com Persèpolis.

## Ascens al poder

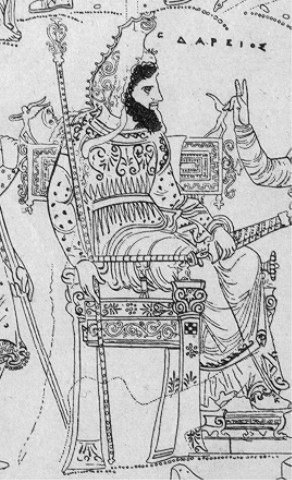
Representació de Darios I, rei dels perses

Del 529 aC al 522 aC fou portaespases de Cambises II de Pèrsia. A la mort d'aquest rei, el seu fill legítim Bardiya havia mort, però el poble no ho sabia i, de bona fe, va donar suport durant un temps a l'usurpador Gaumata, un magus que es feia passar pel difunt Bardiya. Uns mesos després, set nobles es van aliar per acabar amb la usurpació de Gaumata: Vindaframa, Otanes, Gaubaruva, Viclarna, Bagabucsa, Andumanis i Darios. Fou aquest darrer, fill del sàtrapa d'Hircània i Pàrtia, Histaspes, qui va es va enfrontar a Gaumata al castell de Sicattawati (prop de l'actual Kermansah) i el va matar (10 d'abril del 522 aC segons la data tradicional, altres autors daten el fet al setembre o octubre del mateix any). Darios I fou proclamat rei pels altres conjurats, se'n va anar cap a Pasàrgada i es va casar amb la filla de Cir II el Gran, Artistone. El país va romandre tranquil fins que, vers el 29 de setembre, el noble Niditabel es va rebel·lar a Babilònia, es va fer passar per Nabucodonosor, el fill de Nabonid, i es va fer coronar amb el nom de Nabucodonosor III el 3 d'octubre. La seva victòria sobre els perses el 13 de desembre va portar a la revolta d'Elam, dirigida per Açina o Ashina, fill d'Upadarmas, al mateix temps que es revoltava un tal Martiya que es feia passar pel rei elamita Imanis. Les rebel·lions es van fer generals en tot l'imperi, i fins i tot un altre magus de nom Vahyazdgta va voler repetir els fets de Gaumata amb menys èxit (fou derrotat, pres i executat). A la llista de reis perses, escrita per Asquilos, apareix un rei, sens dubte un usurpador, anomenat Maraphis el maraphi (els maraphis o marafis eren una de les tribus perses), del qual no se sap res més.
Ctèsies de Cnidos informa que, en sortir d'Egipte, Cambises havia ordenat a un mag de nom Spendadates que assassinés Tanioxartes, el fill petit de Cir i Amitis, que era sàtrapa dels Bactrians, Corasmis, Parts i Carmanis. Xenofon identifica el fill de Cir com a Tanaoxares, sàtrapa de Mèdia, Armènia i Cadúsia, qui estava enfrontat a Cambises des de l'accés al tron d'aquest, i fou mort per ordre de Cambises, però segons Plató l'assassí fou Cometes, que va proclamar rei son germà Oropastes, que s'assemblava a Smerdis. D'aquestes notícies s'inferia una possible complicitat de Darios en la mort de Bardiya, l'hereu legítim de Cambises. Però, ben al contrari, el suport de la família de Bardiya al rei sembla descartar aquesta presumpció. Cambises va nomenar virrei (hereu) Patizeithes, un oficial mede, evidentment després que Bardiya hagués mort i, per tant, en vida del rei Cambises.
La llegenda segons la qual Darios fou proclamat rei per un acord dels nobles que van decidir que seria rei aquell del qual s'aixequés primer el cavall, i el criat de Darios va aconseguir que fos el del seu senyor amb un estratagema, té pocs punts a favor. Sembla que hauria estat proclamat rei sense oposició, ja que la corona legítimament pertocava al seu avi Ariaramnes (encara viu) o al seu pare Histaspes, però com que l'un era vell i l'altre estava ocupat en la seva satrapia i no la podia deixar sense fer-se notar, fou Darios qui es va encarregar de la feina de restaurar la dinastia. Darios va rebre el suport de tots els aquemènides vius, incloent la filla i germanes de Bardiya. Heròdot informa que la mare de Bardiya havia mort molt abans i que sa germana Atossa havia estat confinada per ordre del fals Bardiya (Darios es va casar amb Atossa).

## Revoltes

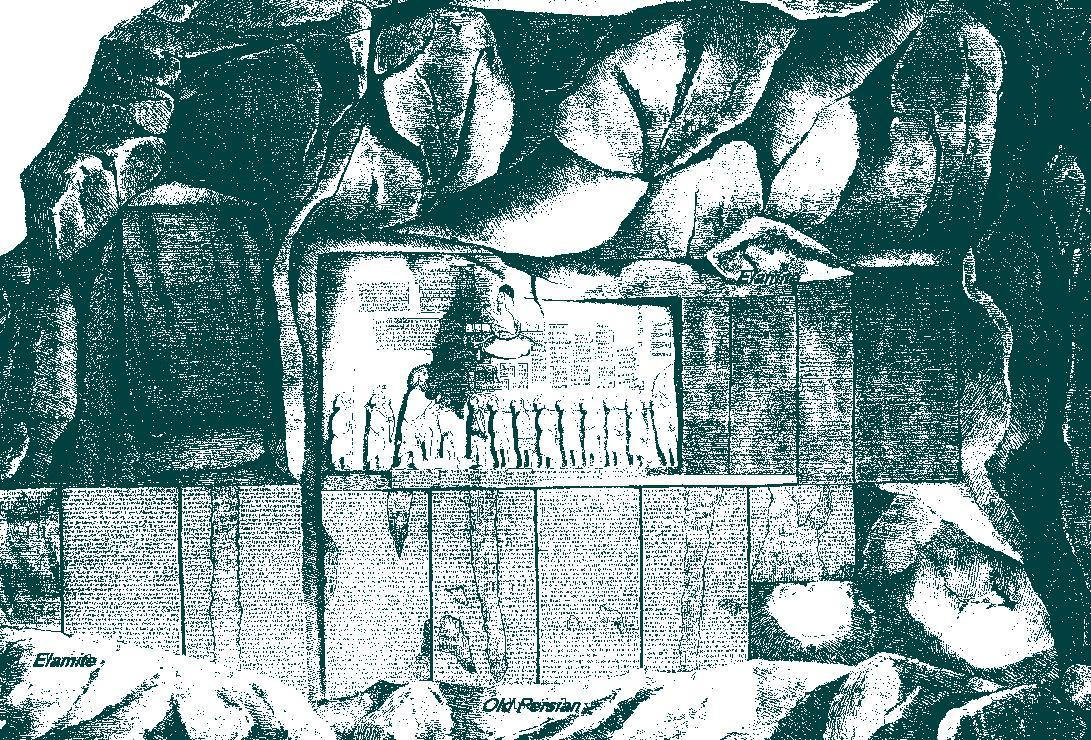
La inscripció de Behistun, un relat autobiogràfic escrit en tres idiomes: elamita, persa antic i babiloni

L'any 516 aC, Darios es va embarcar en una campanya a l'Àsia Central, Aria i Bactria i després va marxar cap a l'Afganistan fins a Taxila, al Pakistan actual. Darios va passar l'hivern del 516-515 aC a Gandhara, preparant-se per conquerir la vall de l'Indus. Darius va conquerir les terres que envoltaven el riu Indus l'any 515 aC. Darius I va controlar la vall de l'Indus des de Gandhara fins a l'actual Karachi i va nomenar el grec Scylax de Caryanda per explorar l'oceà Índic des de la desembocadura de l'Indus fins a Suez. Darius va marxar a través del pas de Bolan i va tornar per Arachosia i Drangiana cap a Pèrsia.
Darios va dirigir l'expedició contra els escites o saces, va travessar la mar Càspia i va capturar el rei escita Skunxa, col·locant al tron un rei lleial (vers 518 aC). A la tardor del 517 aC va anar a Egipte i va pacificar la regió. Al seu retorn va fer executar Intafernes per sospitar que planejava trair-lo. Va fer matar tota la seva família llevat de la seva esposa i el germà d'ella. Aquell any va establir la nova divisió administrativa amb 23 satrapies:
El 520 aC i el 519 aC Darios va consolidar el seu poder. Gòbries va reprimir una revolta a Elam i Oroetes, sàtrapa de Sardes (Lídia), que estava en revolta encoberta contra el rei, fou assassinat pels seus soldats per ordre reial, en càstig per la mort de Polícrates, tirà de Samos, Mitrobates, sàtrapa de Frígia, i el fill d'aquest darrer. La revolta d'Aracòsia es va acabar amb la victòria persa de Gandutava (febrer del 520 aC), en què el líder rebel va ser capturat i executat. A Armènia, els perses havien entrat al país però el general Dardases fou derrotat a Zuza (Arnen), i al cap de dues setmanes a Tigra, i finalment al cap d'un mes i mig a Uhyama; Darios va enviar reforços dirigits pel general Vaumisa, i els perses llavors es van imposar a Antiyari, l'actual Tiyani, al Kurdistan (abril). Tigranes I va perdre el tron, i fou substituït per Vahakn, mentre els armenis oferien una resistència de guerrilles. El sàtrapa d'Egipte Ariandes, del qui se sospitava que es volia fer independent, fou destituït. El 519 aC foren sotmesos els libis i es creu que Cartago, que ara esdevenia veïna de l'imperi, va poder pagar un tribut merament simbòlic.
Abans de pacificar el país, Darios va iniciar (521 aC) la guerra amb els escites. Un exèrcit va travessar el Bòsfor i va dominar Tràcia oriental, però l'expedició de fet va fracassar i després de dies d'avançar per les estepes russes, mentre els escites evitaven els xocs, van arribar a un desert i es van construir unes fortaleses frontereres, i després van retornar pel Danubi. No obstant això, els escites de la zona es van impressionar pel poder persa i van restar tranquils en els anys següents. Aquesta expedició pel relat d'Hèrodot es va produir vers el 513 aC i no el 521 aC.
A les rebel·lions ja esmentades se'n van afegir algunes més: una revolta a l'Àsia Menor, una a la Margiana, una a Satagu i la rebel·lió d'Escítia. Les més perilloses foren les de Mèdia, Pàrtia i Hircània. A Mèdia es va revoltar el noble Fravartish (Fraortes) de la família Deiocida, que va prendre el nom de Khathrita (un membre de la família de Ciaxares), es va proclamar rei, i se li van unir algunes tribus d'Hircània mentre que el sàtrapa Histaspes, pare de Darios, va romandre lleial al fill, i també de Pàrtia i Armènia (el rei d'Armènia es deia Tigranes i esperava recuperar la independència). Fou Histaspes qui va derrotar els rebels hircanis i parts a Vispauzates (febrer del 521 aC), i el general Vidarma va combatre a Khathrita en la Batalla de Maro o Marg, prop d'Hulwand (el resultat de la batalla fou d'empat). A Sagàrtia un noble local de nom Shitrataima, es va fer passar per descendent dels reietons del país i va combatre per la llibertat amb les armes, però fou derrotat i crucificat pel general persa Taimaspada a Arbela. Els hircanis i els parts foren derrotats decisivament a Patigraban. La revolta de Margiana, que dirigia Frada, i que s'havia estès a la Bactriana, fou dominada pel sàtrapa d'aquesta regió, Dadarshi. La revolta d'Aracòsia dirigida per Vahyazdata (que es feia passar per Bardiya) va trobar l'oposició del sàtrapa local Vivana i fou derrotada pel general persa Artawadiya a Raya o Rayy (abril del 521 aC), obligant els rebels a fugir a Pisiyahuvada (prop de Persèpolis), on Vivana va completar la feina derrotant completament la resta de les seves forces prop de la ciutat, a Kapishkani, i també a la muntanya Parafa (juliol del 521 aC); el cap rebel Vahyazdata fou capturat i crucificat, però els rebels van nomenar un nou cap i van seguir la lluita. Totes les rebel·lions havien estat sufocades a l'estiu i només les de Mèdia i de Babilònia podien inquietar Darios. En primer lloc, Darios va combatre els medes, als quals va derrotar a Kundur (setembre), i fugí Fraortes cap a Rayy, on fou de nou derrotat i fou capturat i torturat. Els armenis foren derrotats abans de finals d'any pel general persa Vaumisa a Ashita (Assíria) i va entrar a Armènia, mentre que els aracosis i els capisacamis (un poble del sud-oest d'Aracòsia) foren derrotats (desembre) i la rebel·lió pràcticament es va extingir. Els babilonis foren derrotats decisivament a Zazana, a la riba de l'Eufrates, el 18 de desembre, i Darios va entrar a Babilònia el 22 de desembre. Nabucodonosor III va morir en la lluita. Ushtanni fou anomenat sàtrapa de Babilònia.
| Regió central     | Regió oest        | Regió de la plana                               | R. de la frontera                                | Regió occidental                | R. nord-oest                                                                                  | R. del sud               |
| ----------------- | ----------------- | ----------------------------------------------- | ------------------------------------------------ | ------------------------------- | --------------------------------------------------------------------------------------------- | ------------------------ |
| no pagava tributs | tributació normal | tributs reduïts                                 | tributació normal                                | tributació normal               | tributació normal                                                                             | tributació normal        |
| Persis            | Mèdia Elam        | Pàrtia Aria Bactria Sogdiana Coràsmia Drangiana | Aracòsia Satagídia Gandara Sind Escítia oriental | Babilònia Assíria Aràbia Egipte | Armènia Capadòcia Lídia Tràcia Skudra (Tràcia i Macedònia) Petasos (illes i territoris grecs) | Líbia Etiòpia Maka Cària |

A aquestes satrapies se'n van afegir de noves més tard: Tigrajauda (Fonts del Tigris), Còlquida, illes gregues (Petasos), Skudra (Tràcia i Macedònia, creada suposadament vers el 513 aC), Kush (Kusiya), Líbia (Putiya), Cartago (nominalment fou una satrapia), Síria, Palestina, Índia, Hircània, Carmània, Margiana, Mísia (Dascilios), Paflagònia i Pont, Frígia, Lícia, Cària, Psídia, i Fenícia, i segurament alguna va desaparèixer. Entre els reis sotmesos (el regne dels quals era dins d'alguna satrapia), cal esmentar els reis de Cilícia, el de Bitínia, i el d'Armènia. La Còlquida estava formada per diversos regnes. Kush, Cartago o Líbia eren territoris considerats satrapies nominalment, però de fet conservaren la independència. A Palestina l'autoritat principal era la del gran sacerdot.
El 517 aC un armeni de nom Jalditta es va presentar a Dubala, prop d'Hillah, i es va fer passar per Nabucodonosor, fill de Nabonid, i fou proclamat rei sota el nom de Nabucodonosor IV, aixecant tota la Babilònia. Darios va enviar el general Intafernes (nom persa: Vindafra) que va derrotar els sollevats en alguns encontres i es va presentar a Babel, que va ocupar el gener del 516 aC. Nabucodonosor IV va morir en la lluita. Aquest mateix any es van sotmetre a Darios el Quersonès traci, Perintos, Selímbria i Bizanci, i en general tota la regió entre el Bòsfor i l'Hel·lespont.
És possible que fos el 513 aC quan Darios dirigís l'expedició contra els escites i en aquest any va sotmetre Tràcia i Macedònia (el rei Amintes I va pagar tribut). El seu general Magabazos va sotmetre part de Tràcia i algunes ciutats gregues. Macedònia es va sotmetre voluntàriament. També Ariandes, el sàtrapa d'Egipte, va incorporar Cirene al seu govern i així 4 noves satrapies es van afegir a l'imperi: Escítia, Skudra (Tràcia i Macedònia), Yauna (illes gregues i Tessàlia) i Putaya (Líbia).
Vers el 512 aC el nombre de satrapies es va fixar amb 20, que foren (segons la llista d'Heròdot):
- Jònia
- Lídia o Sardes
- Frígia
- Cilícia
- Síria i Palestina
- Egipte
- Gandara
- Susiana o Elam
- Babilònia o Assíria
- Mèdia
- Hircània
- Bactriana
- Armènia
- Carmània
- Aracòsia
- Pàrtia
- Gedròsia
- Matiana o Fonts del Tigris
- Còlquida
- Índia

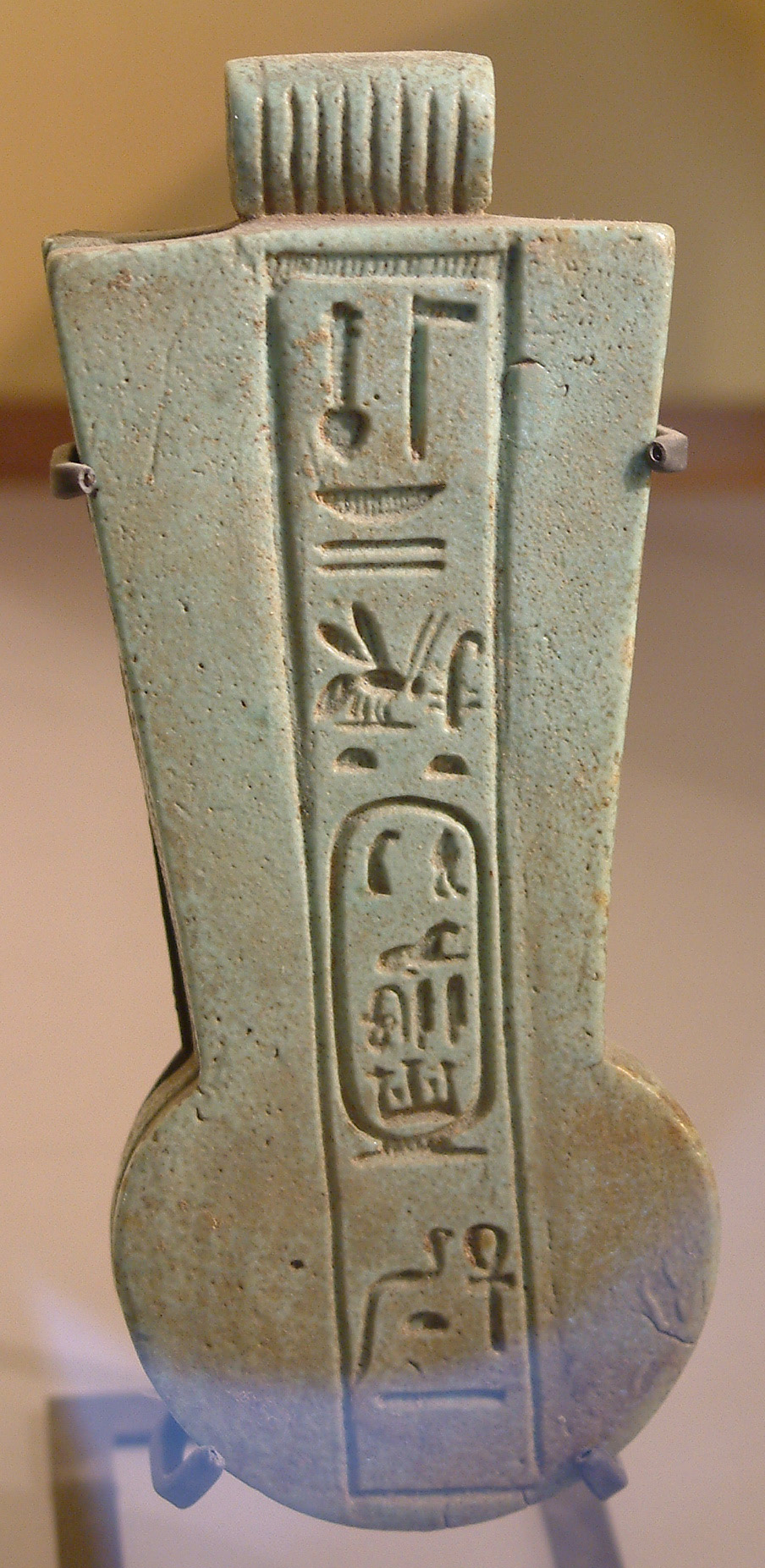
Darios I (jeroglífic). Museu del Louvre

El 510 aC les ciutats gregues d'Àsia i algunes illes ja havien acceptat la sobirania persa i foren governades per tirans responsables davant el rei; es van crear partits pro-perses (els anomenats grecs mèdics) a les principals ciutats de Grècia.
El 508 aC es va produir una revolta a Elam, sufocada ràpidament. També foren sotmesos alguns pobles de Gandara, al sud de Kabul.
El 500 aC, el deposat oligarca de l'illa de Naxos va demanar ajut al sàtrapa de Lídia, Artafernes, germà de Darios, i aquest va enviar una flota a l'illa. Aristàgores de Milet va obtenir la sobirania de Naxos dels perses i va dirigir l'expedició, però van sorgir conflictes amb el comandant persa, que va fer avisar l'illa i l'expedició va fracassar. Aristàgores va veure el seu poder perillar per aquest incident i va iniciar la revolta de Jònia amb suport d'Atenes i Erètria. Només Efes va restar lleial a Darios. Sardes fou saquejada pels grecs, i Artace fou incendiada, però el sàtrapa Artafernes va resistir a l'acròpoli, que no va poder ser ocupada. Les batalles terrestres i navals van seguir per sis anys, fins que els perses van sotmetre totes les ciutats i illes revoltades. Artafernes va reorganitzar Jònia tant políticament com financera. Aquests incidents van provocar l'increment dels partits properses a Atenes i altres ciutats, i els aristòcrates favorables als perses foren enviats a l'exili.
Darios va decidir enviar una expedició militar dirigida pel seu gendre Mardoni, que va travessar l'Hel·lespont, però les tribus tràcies, concretament els brigis, el van derrotar entre l'Estrímon i l'Axios, i la flota fou destruïda per una tempesta prop del mont Atos (492 aC), a l'extrem de la península d'Actea a Calcídia. Una segona expedició més nombrosa (uns 20.000 soldats) dirigida pel mede Datis, fou enviada pel rei, i va ocupar Erètria. Dirigida per Hippies, tirà exiliat d'Atenes, va desembarcar a Marató, a l'Àtica, on el 490 aC els perses foren derrotats per una força atenenca de nou mil hoplites, deu mil auxiliars i 600 soldats de Platea dirigits per Miltiades.
Mentrestant, Darios va estar ocupat en la construcció de Persèpolis i en construccions a Susa, Egipte i altres llocs. Va construir un canal entre el Nil i la mar Roja (Canal dels Faraons). El 497 aC va inaugurar aquest canal personalment. El mateix any, va fer executar Arandes per traïció i va retornar a Pèrsia.
El 486 aC va començar amb una revolta a Babilònia en què el sàtrapa Zopiros fou assassinat, però el seu fill Magabizos va entrar a la ciutat, la va saquejar i va posar fi a la rebel·lió.

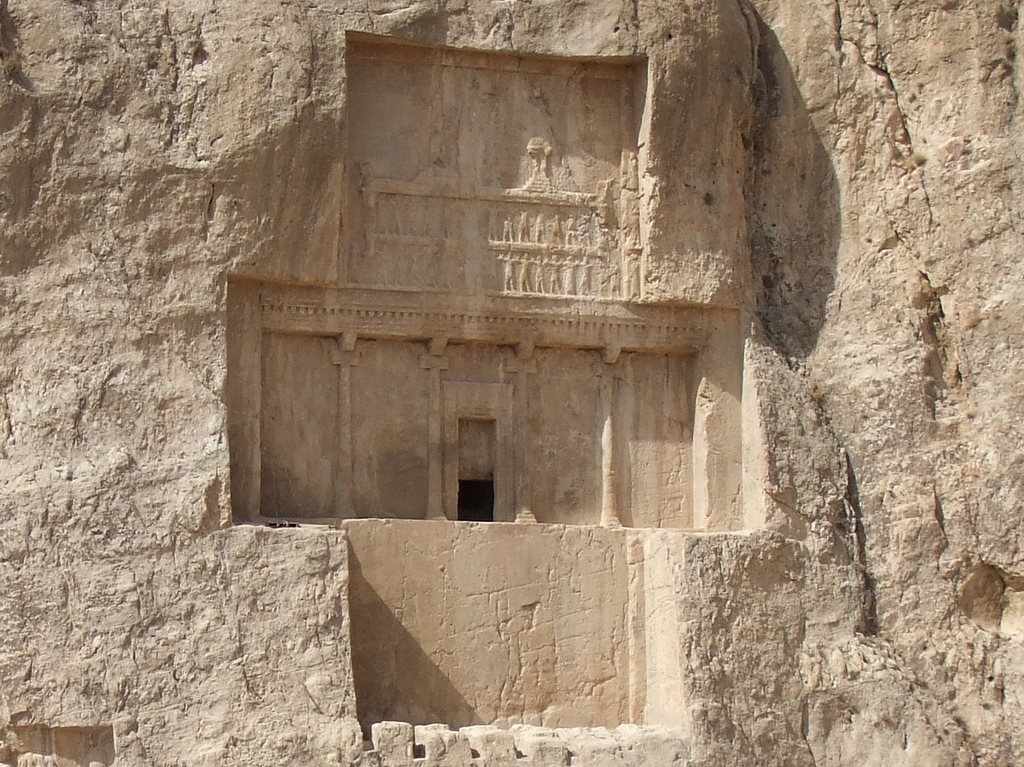
Sepulcre de Darios el Gran, excavat a la roca (Naqsh-e Rustam)

La derrota de Marató va marcar la fi de la primera invasió persa a Grècia. Darios preparava una segona expedició (que volia dirigir personalment) contra Grècia, quan es va produir la revolta d'Egipte (486 aC), que se suposa dirigida pel sàtrapa persa, i poc després el rei va morir (vers finals del 486 aC o el 485 aC). Després d'un regnat de 36 anys, fou enterrat a Naqa-i-Rostam, al sepulcre que ja havia preparat. Havia designat com a successor el seu primogènit Xerxes I, nascut del seu enllaç amb Atossa.